# Phu Phek

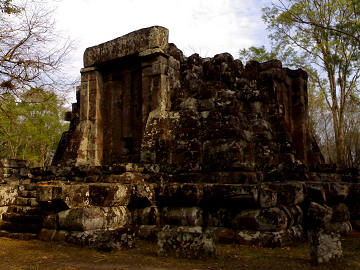
Imagem da estrutura

Phu Phek ou Phra That Phu Phek (Montanha de Vênus) é uma estupa de um templo budista em ruínas na Tailândia, construído arredor do ano 1050 na época do Império Khmer.
Se encontra no tambon de Na Hua Bo, distrito de Phanna Nikhom, na Sakon Nakhon e a 22 quilômetros de sua capital. 
Localiza-se a 520 metros sobre o nível do mar, na zona das montanhas de Phu Phan, sendo o que se situa mais alto dos templos do Império Khmer. Ao mesmo se lhe atribui certo uso passado para a elaboração do calendário solar, alinhado com outros templos. Hoje em dia, tem um monastério budista a uns 100 metros mais abaixo que manifesta continuar a tradição dos antigos templos.

## Ligações externos
- Informação turística do lugar, (em inglês).
- Calendários solares dos templos Khmer, (em inglês).